# De vader
De vader is een hoorspel van Rolf Becker. Der Vater werd op 27 januari 1962 door de Südwestfunk uitgezonden. In de vertaling van Katja Spierdijk-Ernst zond de NCRV het uit op maandag 17 oktober 1966. De regisseur was Johan Wolder. Het hoorspel duurde 56 minuten.

## Rolbezetting
- Lou Landré (Martin Reinhardt)
- Alex Faassen sr. (z’n oom)
- Eva Janssen (z’n tante)
- Jan Borkus (Forster)
- Maria de Booy (Hanna)
- Erik Plooyer (Ernst Heckhoff)
- Rob Geraerds (Bärenbrock)
- Tonny Foletta (een chauffeur)
- Cees Schaay (een kelner)
- Martin Simonis (een jongen)
- Gerrie Mantel (een telefoniste)
- Herman van Eelen (een receptionist)
- Donald de Marcas (een reiziger)
- Trudy Libosan (een omroepster op het vliegveld)

## Inhoud
Martin Reinhardt, een bekwame en succesvolle journalist, die er zich sinds de vroege dood van zijn moeder alleen moest doorheen slaan, ontmoet voor het eerst zijn vader, die als afgetakelde filmster uit Amerika terugkeert. Martin veracht en haat weliswaar deze vader, die "zijn zoon" voor zich probeert te winnen, maar toch hoopt hij niets anders dan in de vreemde "zijn vader" te kunnen vinden, het positieve tegenbeeld van dat negatieve dat hij zich van hem dacht te moeten maken. De twijfelachtigheid van elke autoriteit, de wereld van de succesvolle, sceptische jongeren en het lot van de mislukte ouderen zijn de thema’s van dit hoorspel…